# 拉尔斯-贡纳尔·彼得松
拉尔斯-贡纳尔·彼得松（瑞典語：Lars-Gunnar Pettersson，1960年4月8日—），瑞典男子冰球运动员，1976年开始职业生涯。他曾代表瑞典参加1988年冬季奥林匹克运动会冰球比赛，获得一枚铜牌。